# Echoes - The Einaudi Collection
Echoes - The Einaudi Collection è un album, pubblicato il 25 novembre 2003, che contiene una raccolta di brani di successo del pianista italiano Ludovico Einaudi.

## Tracce
1. Le Onde – 4:59
2. Melodia Africana III – 4:19
3. Fuori dalla Notte – 5:02
4. I Giorni – 6:03
5. La linea scura – 4:57
6. Eden Roc – 3:20
7. Nefeli – 4:26
8. Questa Notte – 5:14
9. Due Tramonti – 4:57
10. Calmo – 4:36
11. Passaggio – 4:49
12. Bella Notte – 5:14
13. Giorni Dispari – 5:17
14. Limbo – 5:38
15. Al di là del vetro – 6:12
16. White Night – 3:01
17. Cadenza – 2:03

Durata totale: 80:07